# Ahsujski rajon
Ahsujski rajon (azerski: Ağsu rayonu) je jedan od 66 azerbajdžanskih rajona. Ahsujski rajon se nalazi u središtu Azerbajdžana. Središte rajona je Ahsu. Površina Ahsujskog rajona iznosi 1.020 km². Ahsujski rajon je prema popisu stanovništva iz 2009. imao 70.536 stanovnika, od čega su 34.730 muškarci, a 35.272 žene.
Ahsujski rajon se sastoji od 59 općina.